# نادي الحرس الوطني النيجري
نادي الحرس الوطني النيجري (بالفرنسية: Association sportive de la Garde nationale nigérienne)‏ ويُعرف اختصارًا بـ AS GNN (رابطة الدرك الرياضية الوطنية النيجرية) هو نادي كرة قدم نيجري وهو تابع للقوات الوطنية للتدخل والأمن. فاز بدوري النيجر الممتاز ثلاث مرات 2005، 2006، 2011. تأسس النادي في عام 1974. يخوض الفريق معظم مبارياته ملعب سيني كونتشي العام.